# Itinerarium Burdigalense

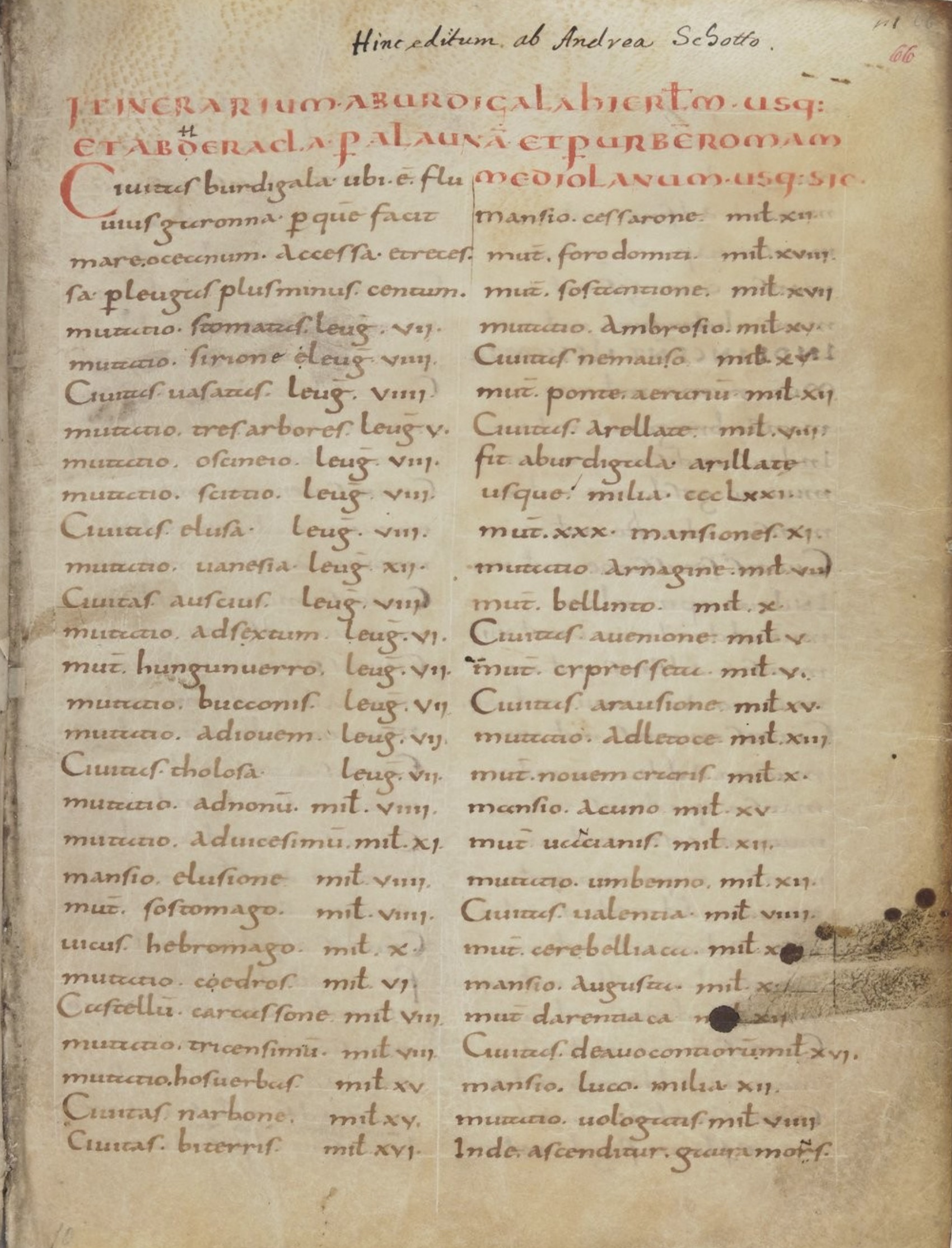
Die erste Seite des Exemplars der Handschrift der französischen Nationalbibliothek

Das Itinerarium Burdigalense (auch bekannt als Itinerarium Hierosolymitanum) ist das älteste bekannte Handbuch einer Pilgerreise in das Heilige Land. Es wurde von einem anonymen christlichen Pilger aus Burdigala (Anonymus Burdigalensis), dem heutigen Bordeaux, anlässlich einer Reise in den Jahren 333–334 verfasst.

## Autor und Text
Seine Reiseroute nach Jerusalem führte über den Landweg, durch Norditalien, das Donautal bis Konstantinopel, dann durch Kleinasien und Syrien bis ins Heilige Land. Dort besuchte er unter anderem Jerusalem, Jericho, das Tote Meer, Bethlehem und Hebron. Die Rückreise führte über Makedonien, Otranto und Rom bis nach Mediolanum (heute Mailand). Dort endet das Itinerar. Ob der Pilger nach Bordeaux zurückkehrte, ist nicht verzeichnet.
Das Itinerar enthält eine Zusammenstellung der Städte, Pferdewechselstationen (mutationes) und Herbergen (mansiones) und der Entfernungen zwischen den einzelnen Etappen. Aus den Entfernungsangaben und den Beschreibungen lässt sich schließen, dass der Pilger insgesamt etwa 10.000 Kilometer zurücklegte und 20 Provinzen durchquerte. Allein für die Strecke zwischen Konstantinopel und Jerusalem brauchte er für den Hin- und Rückweg jeweils zwei Monate.
Über den Pilger ist sonst nichts bekannt. Es könnte sich um einen Verwaltungsbeamten oder eine der Verwaltung nahestehende Person handeln, die das staatliche Beförderungssystem, den cursus publicus, benutzte. Die Forschung geht in der Regel von einem männlichen Autor aus, doch ist nicht ausgeschlossen, dass es sich um eine Frau handelte (vgl. den Reisebericht der Egeria).

## Ausgaben und Übersetzungen
- Paul Geyer: Itinera hierosolymitana saecvli IIII–VIII (= Corpus Scriptorum Ecclesiasticorum Latinorum. Band 39). Tempsky, Wien 1898, S. 1–33 (Textausgabe, Digitalisat).
  - mit geringfügigen Verbesserungen erneut abgedruckt in Itineraria et alia geographica (= Corpus Christianorum, Series Latina. Band 175). Brepols, Turnhout 1965, S. 1–26.
- Otto Cuntz: Itineraria Romana Band 1 Itineraria Antonini Augusti et Burdigalense, Teubner, Leipzig 1929, S. 86–102 (Textausgabe)
- Herbert Donner: Pilgerfahrt ins Heilige Land. Die ältesten Berichte christlicher Palästinapilger (4.–7. Jahrhundert). Katholisches Bibelwerk, Stuttgart 1979, ISBN 3-460-31841-4, S. 36–68 (deutsche Übersetzung und Kommentar).
- Kai Brodersen: Aetheria/Egeria, Reise in das Heilige Land.  Lateinisch/deutsch (Sammlung Tusculum). De Gruyter, Berlin und Boston 2016. ISBN 978-3-11-051811-5 (enthält zweisprachige Ausgabe des Itinierarium Burdigalense).